# Cancelado
"'Cancelado"' es una canción escrita e intrepretada por la cantante mexicana Thalía, lanzada por Sony Music como el sexto sencillo de su álbum titulado Desamorfosis (2020) en agosto del 2021.

## Vídeo musical
Fue publicado en su canal de YouTube el mismo día de lanzamiento, obteniendo alrededor de más de 85 mil vistas en sus primeros días. Sin embargo en redes sociales sus fans estuvieron en desacuerdo con respecto al vídeo, por razones propias.

### Trama
El vídeo tiene filtro color gris desde principio a fin y se muetsra a la cantante en diferentes posiciones cantando la canción hasta el final.

## Posicionamiento en listas
| Listas (2021)                             | Posición máxima |
| ----------------------------------------- | --------------- |
| México (Spotify Charts)                   | 211             |
| México Pop (Monitor Latino)               | 16              |
| República Dominicana Pop (Monitor Latino) | 16              |
| Venezuela Pop (Monitor Latino)            | 9               |

## Historial de lanzamiento
| Región | Fecha                | Formato                     | Discográfica      | Ref.  |
| ------ | -------------------- | --------------------------- | ----------------- | ----- |
| México | 19 de agosto de 2021 | Descarga digital, Streaming | Sony Music Latino | [ 6 ] |